# Csüe-csü
A csüe-csü (a magyar népszerű írásmód szerint, illetve pinjin átírással: juéjù; hagyományos kínai: 絕句; egyszerűsített kínai: 绝句), vagyis „csonka vers”, az úgy nevezett „új stílus” (hszin-ti (xinti)) sorába tartozó versforma, amely az 5–6. században alakult ki, de leginkább a Tang-kor poétáinak körében volt népszerű. A csüe-csü (jueju) minden esetben négy sorból áll, a négy sor mindegyike pedig következetesen vagy 5, vagy 7 szótagot tartalmazhat. Az öt szótagos forma neve vu-csüe (wuje) 五絕, a hét szótagos formáé csi-csüe (qijue) 七絕.

## Története

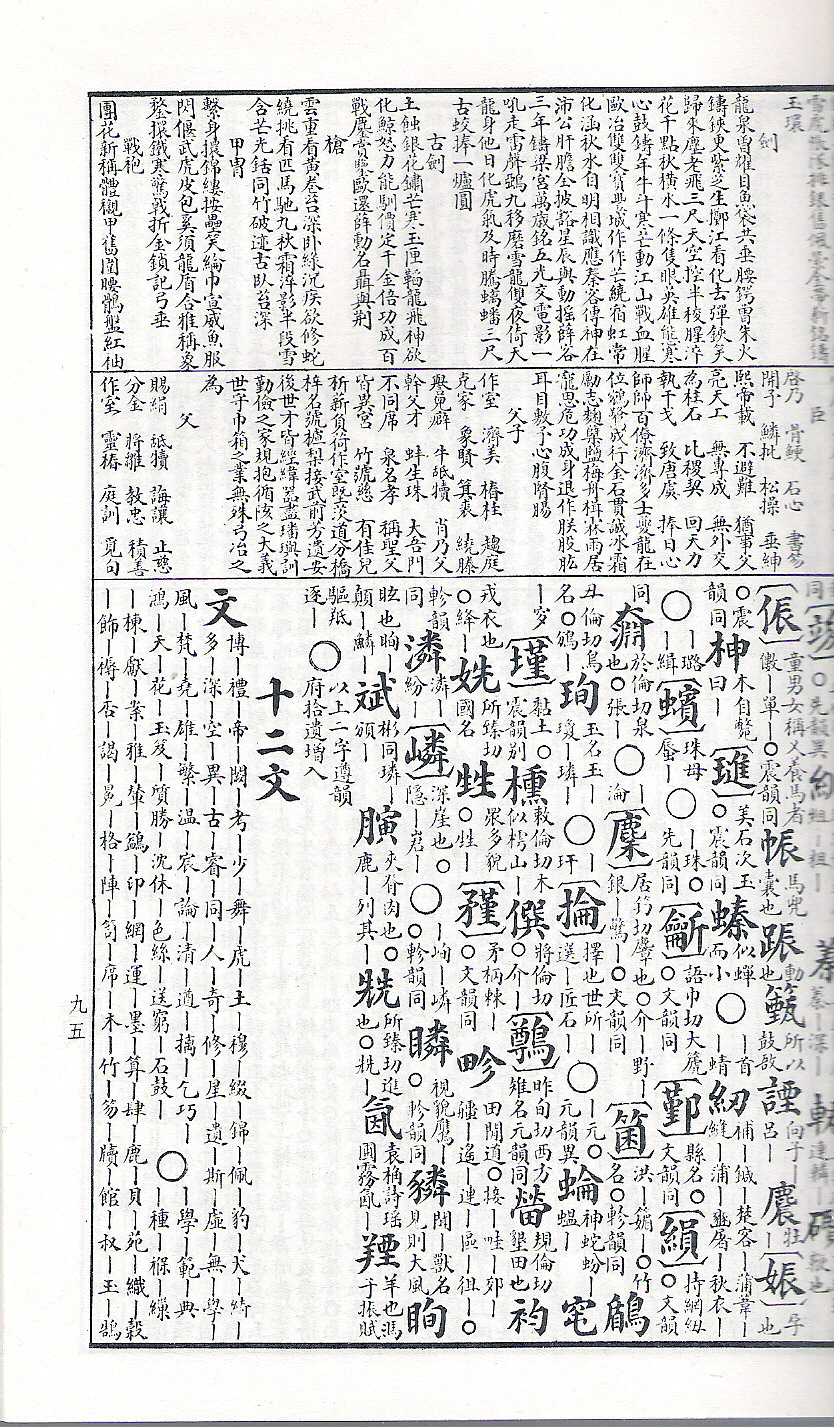
A Shiyun Hebi (詩韻合璧) című rímszótár a Csing-dinasztia (Qing-dinasztia) idejéből.

A csüe-csü (jueju), „csonka vers” forma eredetét homály fedi. Annyi bizonyos, hogy a Tang-kort megelőző átmeneti kor nyelvészeti és esztétikai felfedezéseinek hatására a Tang-dinasztia idején élt költők és irodalmárok a régebbi versformáknál szigorúbb szabályokat dolgoztak ki a kínai nyelvű líra számára. A régi, szerintük szabadabb ritmusú verseléssel (ku-ti (guti)) szembeállítják az „új stílusú” verseket. A szabályok közül is a legfontosabb az, amely mindegyik költeménytől megköveteli, hogy annak ritmusát a szavak tónusának szabályos váltakozása határozza meg.
Régen négy zenei hangsúly (seng-tiao (shengdiao) 聲調) létezett, úgymint az „egyenes” (ping-seng (pingsheng) 平聲), az „emelkedő” (sang-seng (shangsheng) 上聲), az „eső” (csü-seng (qusheng) 去聲) és a „belépő” (zsu-seng (rusheng) 入聲). Az egyenes, ping-hangsúlyon (平) kívül a többi három mind hajlított, cö (ze)-hangsúly (仄). Az egyenes, ping-hangsúly viszonylag hosszabb hangzású, valamint se nem emelkedik, se nem ereszkedik. Ezzel szemben a hajlított, cö (ze)-hangsúly viszonylag rövidebb hangzású, és némelyik emelkedő, némelyik pedig erszkedő. E tényezőkből adódik a ping- és a cö (ze)-hangsúly oppozíciója. A költők a hangsúlyok ezen szembenállását, oppozícióját kihasználva komponálták meg verseik ritmusát. A verssorok szótagszáma a korábban dívott jüe-fu (yuefu) formájú versek hatására továbbra is 5 vagy 7.

A csüe-csü (jueju) versforma a Tang-dinasztia idején élte virágkorát, a költők legtöbbje szerzett költeményt ebben a formában, melynek hitvallása: „a kicsiben lásd a nagyot” (hsziao csung csien ta (xiao zhong jian da) 小中見大) volt.

Már a régi kínai irodalmárok és esztéták úgy tartották, hogy a csüe-csü (jueju) az „új stílusú” versek legbonyolultabb és legnehezebb formája, hiszen a maga 20 illetve 28 írásjegyének mindegyike minden tulajdonságával, jelentésével, sallangmentesen hozzájárult a költemény tökéletességéhez. Épp ezért ez a forma a költőket a legmagasabb szintű szimbolikus nyelv kidolgozására és használatára sarkallta.
Ebben, a legrövidebb, legtömörebb kínai versformában íródott költemények témája rendkívül széles palettán mozgott a filozófiától, a vallástól, a szerelmen, érzelmeken át történelemig vagy a tájleírásig.

A csüe-csü (jueju) versforma legkiválóbb Tang-kori alkotó között meg lehet említeni Tu Fu (Du Fu), Tu Mu (Du Mu), Li Paj (Li Bai), Li Sang-jin (Li Shangyin), Vang Csang-ling (Wang Changling) és Vang Vej (Wang Wei) nevét.

## Fajtái
- Ötszótagos csüe-csü (jueju)-formák:

| 1.              | 2.              | 3.              | 4.              |
| 平平平仄仄，    | 仄仄平平仄，    | 平平仄仄平，    | 仄仄仄平平，    |
| 仄仄仄平平。    | 平平仄仄平。    | 仄仄仄平平。    | 平平仄仄平。    |
| 仄仄平平仄，    | 平平平仄仄，    | 仄仄平平仄，    | 平平平仄仄，    |
| 平平仄仄平。    | 仄仄仄平平。    | 平平仄仄平。    | 仄仄仄平平。    |
| Rímképlet: xaxa | Rímképlet: axax | Rímképlet: aaxa | Rímképlet: aaxa |

- Hétszótagos csüe-csü (jueju)-formák:

| 1.               | 2.               | 3.               | 4.               |
| 仄仄平平平仄仄,  | 平平仄仄平平仄， | 仄仄平平仄仄平， | 平平仄仄仄平平， |
| 平平仄仄仄平平。 | 仄仄平平仄仄平。 | 平平仄仄仄平平。 | 仄仄平平仄仄平。 |
| 平平仄仄平平仄， | 仄仄平平平仄仄， | 平平仄仄平平仄， | 仄仄平平平仄仄， |
| 仄仄平平仄仄平。 | 平平仄仄仄平平。 | 仄仄平平仄仄平。 | 平平仄仄仄平平。 |
| Rímképlet: axax  | Rímképlet: xaxa  | Rímképlet: aaxa  | Rímképlet: aaxa  |

## Fordítási megoldások
A magyar műfordítói hagyományban nincs egységes álláspont arra nézve, hogy a kínai négysoros csüe-csü (jueju)ket hogyan kell magyar nyelvre átültetni. Csak elvétve találkozni olyan fordítással, amelyben a fordító a magyar hosszú-rövid szótagok valamiféle váltakozásával kívánja érzékeltetni az eredeti kínai vers tónusváltakozásából eredő rendszert.
- A leggyakoribb megoldás, hogy a fordítók megkettőzik az eredeti kínai vers sorainak szótagszámát, tehát, ahol a kínai verssor 5 szótagú, ott 10 magyar szótaggal, ahol pedig 7 szótagú, ott tizennégy magyar szótaggal fordítják. Természetesen sokan ettől is eltérnek, megtartva az eredeti sorok páratlan szótagszámát. A műfordítók a 7 szótagú sorok visszaadására gyakran túl hosszúnak érzik a 14 magyar szótagot, így esetenként ennél kevesebb szótagot használnak. Ritka kivételnek számít, ha egy-egy műfordító megtartja a kínai vers eredeti szótagszámát.

- Az eredeti kínai vers szerkezetének érzékeltetésére olykor a sorokban értelemtagoló cezúrát használhatnak, így például egy 10 szótagosra fordított verssor 6 | 4 vagy 4 | 6 illetve 5 | 5 tagolású verssorok váltakozásából épül fel.

- Olyan műfordításokkal is találkozni, ahol a fordító az eltérő szótagszámmal kívánja érzékeltetni, az azonos hangsúlyképletű kínai sorokat.

- A rímek elhelyezésében, a kínai eredeti rímképlethez igazodva általában következetesek a magyar műfordítók. Ennek ellenére gyakorta találkozni a kínaitól idegen a b a b vagy a a b b rímelésű magyar műfordításokkal is.